# Poricella mucronata
Poricella mucronata är en mossdjursart som först beskrevs av Smitt 1873.  Poricella mucronata ingår i släktet Poricella och familjen Arachnopusiidae. Inga underarter finns listade i Catalogue of Life.